# Цезий Басс
Гай Це́зий Басс (лат. Gaius Caesius Bassus; умер в 79 году, Римская империя) — древнеримский поэт-лирик, живший во времена правления императора Нерона.

## Биография
Цезий Басс был близким другом Кальпурния Статуры и Персия, который посвятил ему свою шестую сатиру и чьи работы он редактировал (схолии к Персию, VI 1). Он имел большую репутацию поэта; Квинтилиан (Instit. x. I. 96) воздал его мастерсту: он утверждал, что за исключением Горация Цезий Басс был единственным лириком, достойным прочтения. 
Его также отождествляют с автором трактата De metris («О [стихотворных] метрах»), значительные фрагменты которого сохранились (изд. Кайля, 1885 г.). Произведение, вероятно, изначально было написано в стихах, а затем сокращено и изложено прозой — видимо, для использования в качестве учебного пособия. Описание некоторых метров Горация (в Keil, Grammatici Latini, vi. 305) в тексте под названием Ars Caesii Bassi de metris принадлежит не Цезию Бассу, а заимствовано неизвестным автором из упомянутого прозаического конспекта. 
В историографии предполагается, что Цезий Басс погиб во время извержения Везувия в 79 году и был мужем некоей Ректины.